# Yuki (jezična porodica)
Yukian je malena porodica kalifornijskih Indijanaca, a ima tek nešto preživjelih pripadnika iz plemena Yuki i Wappo. 
Predstavnici su: Ashochimi ili Wappo blizu Healdsburgha, Ukhotno'm ili Coast Yuki, Yuki s Round Valleya i Huchnom (Tatu) s Potter Valleya. Wappo su se sastojali od više skupine, imamo, viz: Mishewal, Lilik, Mutistul i Meyahk'mah u dolinama Napa i Sonoma. Wappo Indijanci iz gornje doline Napa nazivani su i Napa Yuki za razliku od Mishewal-Wappo Indijanaca iz Sonome. 
Dva yuki jezika su wappo [wao] i yuki [yuk].

## Vanjske poveznice
- Ethnologue (14th)
- Ethnologue (15th)
- Yukian Family
- Tree for Yuki  Arhivirana inačica izvorne stranice od 17. rujna 2008. (Wayback Machine)